# Japhétites
Pour les articles homonymes, voir Japhet (homonymie).

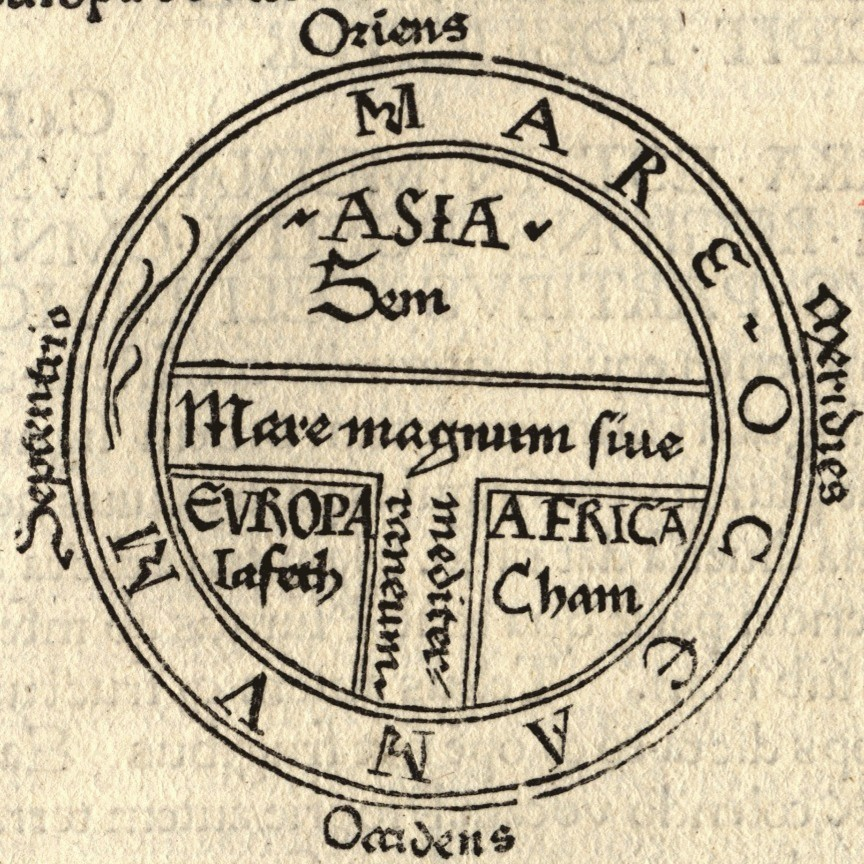
Carte en T stylisée représentant l'Afrique comme le foyer des descendants de Cham, l'Asie celui des descendants de Sem, et l'Europe celui des descendants de Japhet (Guntherus Ziner, 1472).

Les Japhétites seraient, selon la Table des peuples, les descendants de Japhet, l'un des trois fils de Noé. Ils constitueraient donc une lignée parallèle aux Sémites (descendants de Sem) et aux Hamites (descendants de Cham). 
Dans la vision ethnographique médiévale, le monde était divisé en trois grandes régions, chacune peuplée majoritairement par une « race » : les Japhétites en Europe, les Sémites en Asie et les Hamites en Afrique.
Durant l'époque moderne, le terme japhétique a souvent été utilisé dans le sens de peuple blanc (la race caucasienne ou race aryenne). Ce terme serait linguistiquement lié à la langue indo-européenne.

## Généalogie biblique
Dans la tradition chrétienne, Japhet est l'ancêtre des peuples européens. Selon Denis de Rougemont, le mythe de Japhet, ancêtre des Européens, prend sa source dans Le livre des questions hébraïques de saint Jérôme, les trois fils de Noé ayant reçu en partage les trois régions du monde, Asie, Afrique et Europe. Les chapitres 9 et 10 de la Genèse indiquent simplement que les trois fils ont reçu la mission de peupler la terre de leur descendance.
Selon Flavius Josèphe, la Genèse, et les Chroniques, Japhet a eu de son mariage avec Adâtanêsès, fille d'Eliakim, au moins sept enfants ayant donné une postérité : 
- Gomère, qui selon Flavius Josèphe était l'ancêtre des Galates, et comme le raconte Philostorgius, « La Haute Galatie et le district autour des Alpes ont été plus tard appelés Gallia ou Gaul par les Romains ». Il eut au moins quatre fils :
  - Askénaz,  dans la mythologie germanique, Seaxnēat est le dieu ancêtre des Saxons.
  - Samothée, père des Samothéens ou Sarronides, lignage de rois gaulois dont Druys qui est la source du lignage sacerdotal des druides
  - Riphath,qui selon Flavius Josèphe était l'ancêtre des Paphlagoniens
  - Togarma, dont les traditions des peuples du Caucase font l'ancêtre des Arméniens et Géorgiens
- Magog, ancêtre du peuple que Flavius Josèphe et Saint Isidor ont identifié aux Scythes
- Madaï, père des Mèdes et des Perses
- Javane ou Yavane (YWN en hébreu), qui selon Flavius Josèphe était l'ancêtre des Ioniens et des Hellènes. On lui connaît quatre descendants :
  - Elishah, que saint Hippolyte cite dans son Diamerismos comme l'ancêtre des Troyens et des Phrygiens
  - Tarsis, dont saint Hippolyte dit que c'était l'ancêtre des Tyrrhéniens
  - Kittim, ancêtre des Macédoniens et des Hittites
  - Dodanim (ou Rodanim), ancêtre des Rhodiens
- Tubal, dont Flavius Josèphe explique qu'il fut le fondateur du royaume de Tubal ou des Ibères, tant du Caucase et de la péninsule Ibérique
- Mèshek, que Flavius Josèphe présente comme l'ancêtre des Cappadociens
- Tirace ou Tirass, père des Tyriens et des Thraces

Selon la tradition musulmane que l'on trouve chez l'historien arabe Ibn Khallikan (1211–1282), l'un des fils de Japhet s'appelait Andalus et serait à l'origine de l'appellation Al-Andalus de l'Espagne par les Arabes, car il aurait été le premier homme à habiter la région après le Déluge.
Le chroniqueur perse Mirkhond (1433-1498) présente Japhet comme l'ancêtre des Turcs, des Tatars et des Mongols. Selon lui, Turk, fils de Japhet et ancêtre des Turcs, aurait eu pour descendants Ilmindjè-Khan, Diddakaoui-Khan, Gaïouk-Khan et Alindjè-Khan. Celui-ci eut deux fils jumeaux, Tatar et Mogoul, entre lesquels il partagea ses États. Tatar eut sept descendants appelés Bouca, Yelindjè, Isseli, Aqsiz, Ordou, Baïdou et Sioundj ; Mogoul eut huit descendants appelés Qara, Oghouz, Gun, Aï, Yeldouz, Mengheli, Tinghiz et Il. Oghouz Khan est le premier sur lequel existe une tradition légendaire détaillée : il passe pour être le fondateur du premier royaume des peuples turcs.